# Casiodoro de Reina
Casiodoro de Reina (Montemolín, ca. 1520 – Francoforte sul Meno, 15 marzo 1594) è stato un teologo spagnolo dell'Ordine di S. Girolamo, convertitosi al protestantesimo e noto per aver realizzato la prima traduzione completa in spagnolo della Bibbia detta la "Bibbia dell'Orso".

## Biografia
Casiodoro de Reina entrò nel monastero dell'Ordine di S. Girolamo di San Isidoro del Campo di Santiponce (Siviglia) come monaco. Presto ebbe contatti con il luteranesimo e divenne un sostenitore della Riforma, perseguitato dall'Inquisizione, in parte per la distribuzione clandestina della traduzione del Nuovo Testamento dello scrittore protestante Juan Pérez de Pineda. Scatenatasi la repressione, preferì abbandonare il monastero e fuggire con i suoi amici fidati a Ginevra nel 1557 (tra loro lo accompagnò Cipriano de Valera).
Ciononostante, quello che vide a Ginevra non fu di suo gradimento: nel 1553 ebbe luogo l'esecuzione di Michele Serveto ed il trattamento che ricevevano i dissidenti era molto controverso. Reina si oppose all'esecuzione di eretici reali o supposti, considerandolo un affronto alla testimonianza di Gesù.Tradusse segretamente il libro di Sébastien Castellion "Sugli eretici" (De haereticis, an sint persequendi), che condannava le esecuzioni per ragioni di coscienza e documentava il rifiuto originario da parte del cristianesimo di tale pratica.
Anche se Casiodoro de Reina è stato fermamente trinitario e, pertanto, non condivideva la fede unitariana, a causa della quale era stato bruciato Serveto, non poteva accettare che si giustiziasse qualcuno per il suo credo. Entrò in disaccordo con Giovanni Calvino e la rigidità imperante gli fece dire che "Ginevra era diventata una nuova Roma". Pertanto decise di trasferirsi a Francoforte. Tradusse segretamente il lavoro del critico di Calvino, Sebastian Castellion, "De haereticis, un sint persequendi" ("Riguardo agli eretici, se dovevano essere perseguitati"), condannò le esecuzioni "per ragioni di coscienza" e documentò l'originario rifiuto cristiano della pratica. Sostenne, contro l'opinione dominante, che agli anabattisti pacifisti dovessero considerarsi "come fratelli".
Nel frattempo, l'Inquisizione cattolica aveva realizzato a Siviglia ad aprile del 1562 un "acto de fe", vale a dire un rogo nel quale era stata bruciata pubblicamente l'effigie di Casiodoro de Reina (come si faceva tutte le volte che non si riusciva ad agguantare vivo il condannato). Le sue opere furono incluse nel c.d. "Indice dei Libri Proibiti" (Index Librorum Prohibitorum) ed egli venne definito "eresiarca" (capo di eretici).
In Inghilterra, dove la regina Elisabetta I concesse l'autorizzazione a predicare agli spagnoli perseguitati, Casiodoro venne ordinato nel 1562 come pastore della Chiesa di Inghilterra nel tempio di Santa Maria di Hargs, e lì iniziò la traduzione della Bibbia in lingua castigliana, la prima che si fece in questa lingua volgare (infatti nella Bibbia Poliglotta, stampata tra il 1514 ed il 1517 ad Alcalá de Henares, definita anche Biblia Complutense, compariva solo il latino oltre agli originali in greco, ebraico ed aramaico). Vittima di calunnie, dovette fuggire ad Anversa a gennaio del 1564, incontrando enormi difficoltà economiche per poter terminare la traduzione della Bibbia.
Egli scrisse oltretutto il primo grande libro contro l'Inquisizione, intitolato Alcune arti della Santa Inquisizione spagnola, pubblicato ad Heidelberg nel 1567 con lo pseudonimo di Reginaldus Gonsalvius Montanus. L'opera edita in latino, venne tradotta immediatamente in inglese, olandese, francese e tedesco.

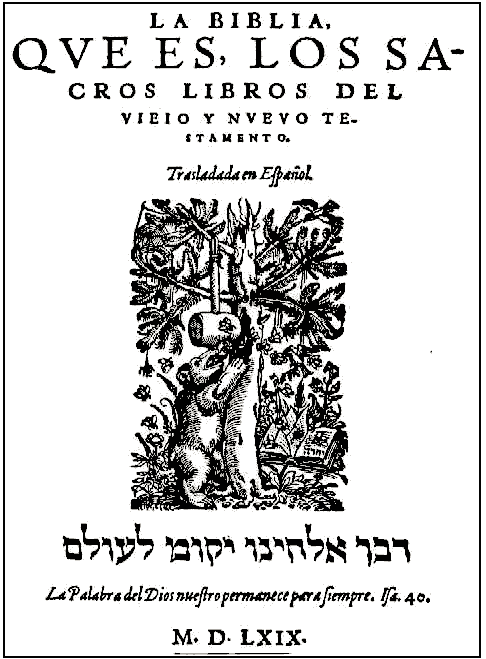
Bibbia dell'orso, Basilea, 1569.

La sua versione castigliana della Bibbia fu nota come la Bibbia dell'Orso, apparendovi in copertina un disegno di questo animale. Venne pubblicata a Basilea, nel 1569. Lider cristiani ed il Consiglio Municipale di quella città avevano sostenuto l'opera con tutte le loro forze, e come prova di gratitudine, Casiodoro de Reina ne dedicò un esemplare alla Biblioteca dell'Università di Basilea, che ancora lo conserva. La tiratura di questa prima edizione fu di 2.600 esemplari, ma nonostante gli ostacoli posti alla sua vendita, nel 1596 già tutte le copie erano esaurite.
Detta opera è stata la prima Bibbia cristiana completa stampata in lingua castigliana, cosa che oggi è riconosciuta come il suo più prezioso contributo. La Bibbia di Cipriano de Valera, pubblicata nel 1602, è in realtà un'edizione corretta della traduzione di Reina, tanto da essere conosciuta nelle versioni contemporanee col nome Reina-Valera. L'unica differenza è che le attuali versioni non includono i libri apocrifi tradotti da Reina e collocati come appendici nell'edizione di Valera, alla maniera della Bibbia di Lutero (stampata nel 1534).
Casiodoro de Reina visse ad Anversa fino al 1585, anno in cui le truppe del re spagnolo Filippo II si impossessarono della città. Allora ritornò a Francoforte, dove gli avevano concesso la cittadinanza nel 1573. Si mantenne per otto anni con il suo lavoro in un negozio di seta che aveva messo in piedi. A poco a poco, è divenuto un vero luterano.  Superati i 70 anni, venne scelto come pastore ausiliario della chiesa luterana nel 1593. Poté svolgere il suo ministero per otto mesi, finché morì il 15 marzo 1594.

## Opere
Oltre alla traduzione della Bibbia ed altre traduzioni, sono originali di Reina le seguenti opere:
- Confessione di Fede cristiana, fatta da certi fedeli spagnoli, i quali, fuggendo dagli abusi della Chiesa Romana e dalla crudeltà dell'Inquisizione di Spagna, lasciarono la loro patria, per essere ricevuti dalla Chiesa dei fedeli, come fratelli in Cristo 1559
- Sanctae Inquisitionis Hispanicae arti aliquot detectae (Alcune arti della Santa Inquisizione spagnola) 1567
- Commenti ai Vangeli di Giovanni e Matteo, pubblicati in latino a Francoforte nel 1573
- Catechismo 1580, pubblicato in latino, francese e olandese.
- Statuto della società di soccorso ai poveri e perseguitati, a Francoforte.